# ミスアメリカ (マーベル・コミック)
ミスアメリカ (Miss America)は、マーベル・コミックの作品に登場する架空のスーパーヒロイン。1943年11月にデビュー。

## マデリーン・ジョイス
アニメ版のスパイダーマンなどでは、マデリーン・ジョイスが正体となっている。
第二次世界大戦中のヒロインのため、インベーダーズに所属していた。インベーダーズの他のメンバーは、キャプテンアメリカ・ヒューマントーチ・バッキーなど。
感電事故により力を得たヒロイン。ウィザー（ロバート・フランク）と結婚するが病死する。「シークレットアベンジャーズ」にてサイボーグ化されて再登場する。

## スーパー戦隊シリーズ
スーパー戦隊シリーズにおけるミスアメリカは、東映製作の特撮テレビドラマシリーズスーパー戦隊シリーズの第3作『バトルフィーバーJ』に登場。『バトルフィーバーJ』は『スパイダーマン』に続き東映とマーベル・コミック社の提携で製作されており、マーベル・コミックのミスアメリカを原案として生み出された。こちらは、ダイアン・マーチンを初代、汀マリアを二代目とする。
ただし、名前と胸のマーク以外のデザインや設定は別のマーベルヒロインのミス・マーベルがモデルとなっている。初期企画『キャプテンジャパン』では、アメリカで活躍していたペリー・マクブライド/ミズアメリカが秘密結社Bを追って日本にやってくるという展開で、落雷によって超人的な能力を得たという設定であった。